# Tribologi

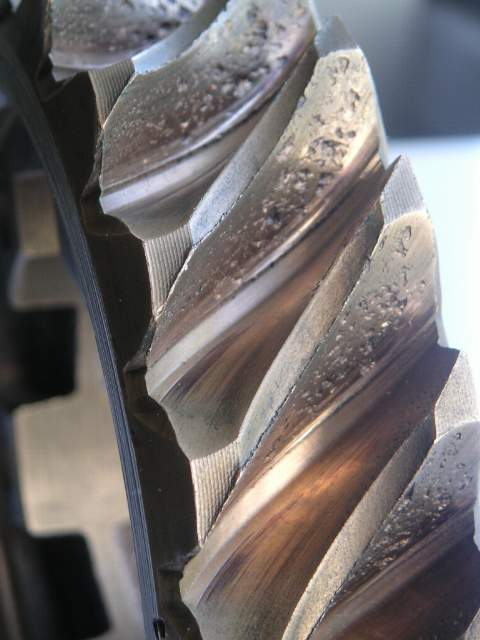
Nötning av ett snäckhjul.

Tribologi är vetenskapen om ytor i glidande eller rullande kontakt och omfattar friktion, nötning och smörjning. Ordet kommer från grekiskans tribos, som betyder "att gnida". Ordet myntades 1966 i en rapport författad av Peter Jost där han konstaterade att tribologiska problem till exempel slitage, hög friktion och haverier kostade samhället enorma summor varje år. Kostnaderna bedömdes ligga på mellan 1 och 1,4 procent av Storbritanniens BNP för friktion, slitage och korrosion.
Tribologisk kunskap är viktig för maskintekniken, varför tribologisk forskning ofta bedrivs av institutionerna för maskinteknik vid Sveriges tekniska högskolor och universitet. Tribologin är dock ett interdisciplinärt forskningsfält, med beröringspunkter med både kemi, materialvetenskap, strömningslära och hållfasthetslära.